# Практичи
Пра́ктичи — село в Мазановском районе Амурской области России. Административный центр Практичанского сельсовета.

## География
Село Практичи стоит на берегу протоки Старая Зея (правобережная протока реки Зея), напротив сёл Белоярово и Мазаново.
Дорога к селу Практичи от районного центра Мазановского района села Новокиевский Увал идёт «в объезд» через Красноярово, с выездом на федеральную дорогу Чита — Хабаровск, далее через сёла Свободненского района Гащенка, Желтоярово, Новоникольск.
Расстояние от Практичи до села Новокиевский Увал по автодороге составляет 86 км, напрямую (через Зею) — около 15 км.
От села Практичи на северо-восток (вверх по правому берегу Зеи) идёт дорога к селу Сохатино.

## Население
| 2002 | 2010 | 2012 | 2013 | 2014 | 2015 | 2016 |
| ---- | ---- | ---- | ---- | ---- | ---- | ---- |
| 472  | ↘426 | ↘403 | ↘398 | ↘391 | ↘386 | ↗389 |
| 2017 | 2018 |      |      |      |      |      |
| →389 | ↘385 |      |      |      |      |      |